# Ghazi

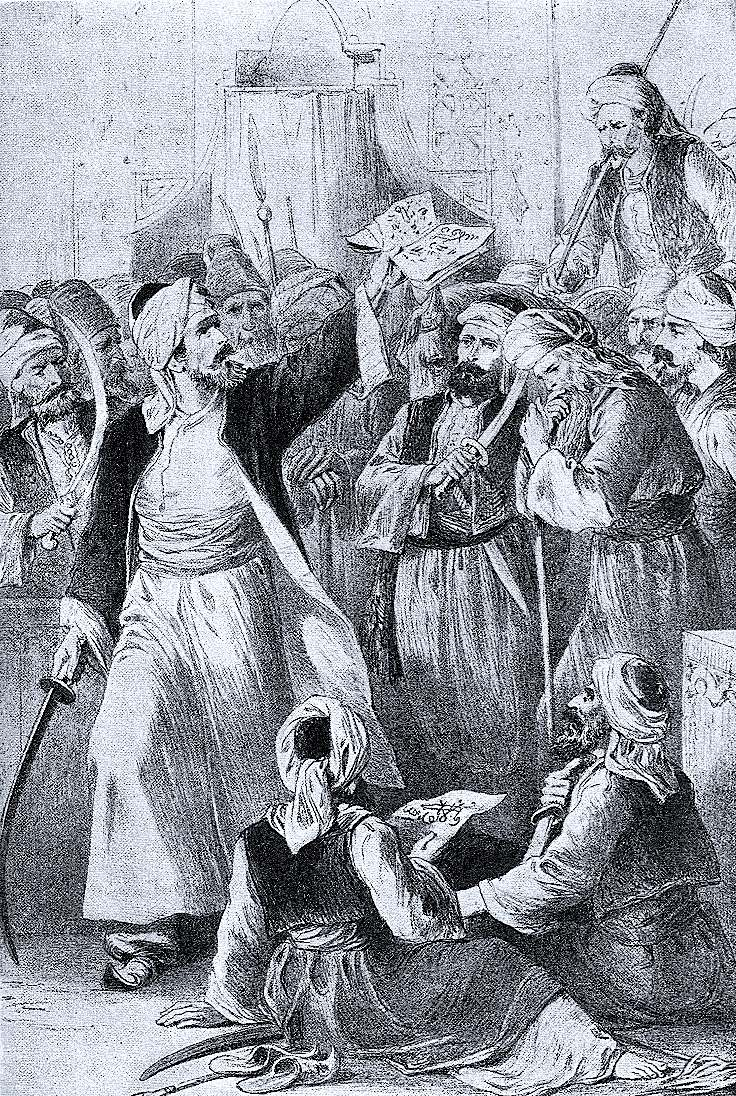
Illustrazione di Osman I, il fondatore dell'Impero ottomano, mentre raduna guerrieri ghazi in una battaglia.

Ghazi (in arabo ﻏﺎﺯﻱ‎?, ghāzī) è un appellativo che deriva dalla radice araba <gh-z-y>, che significa "compiere incursioni", "compiere razzie", "saccheggiare in territorio ostile". Essendo l'attività bellica un dovere islamico, essere un "ghāzī" esprime il medesimo concetto implicito nel termine giuridico-religioso di mujāhid, ossia di "combattente del jihād".
Questo è il motivo per cui, fin dal loro organizzarsi in Sultanato, i Turchi ottomani assegnarono enfaticamente il titolo onorifico di "ghāzī" ai loro Sultani, che in tal modo potevano arrogare implicitamente per sé e i propri discendenti uno dei fondamentali requisiti previsti per ogni legittimo Califfo, consistente nel condurre obbligatoriamente ogni anno, in prima persona o per interposta persona, il jihād contro gli infedeli.
Persa la sua caratterizzazione istituzionale-religiosa, il termine è stato frequentemente attribuito a comandanti militari di particolare rinomanza.

## Nelle varie lingue
Nella letteratura inglese la parola appare spesso come razzia, derivante dal francese, anche se probabilmente deriva dal portoghese arcaico.
Nel contesto delle guerre tra la Russia e i popoli musulmani del Caucaso, a partire già dalla fine del XVIII secolo, della resistenza all'espansione russa per opera dello sceicco Mansur Ushurma, la parola di solito appare nella forma gazavat (in lingua russa газават).
La parola razzia era usata nel contesto coloniale francese in Africa, in particolare per definire le incursioni musulmane per saccheggiare e catturare schiavi da popoli africani dell'Africa occidentale e centrale, conosciuta anche come rezzou quando praticata dai Tuareg.La parola è stata adottata come ghaziya dal vernacolo arabo algerino e più tardi divenne un nome figurativo per qualsiasi atto di saccheggio, con la sua forma del verbo razzier.

## Uso contemporaneo in Cecenia
Durante la seconda guerra cecena, la Cecenia ha proclamato la gazawat contro la Russia.

## Termini correlati
- Akinci: (Turco) "incursore", un successivo rimpiazzo di ghāzī ma usato per indicare un cavaliere turco
- al-'Awāsim: l'area di frontiera siro-anatolica tra Bizantini e diversi domini del Califfato
- ribāṭ: convento fortificato utilizzato da militanti di un ordine religioso; più comunemente usato in Nordafrica
- thughūr: fortezza di frontiera
- uj: termine turco per indicare la frontiera; uj begi (Signore/Comandante di frontiera) era un titolo assunto dai primi sovrani ottomani; poi sostituito da serhadd (di frontiera).